# 寒溪語

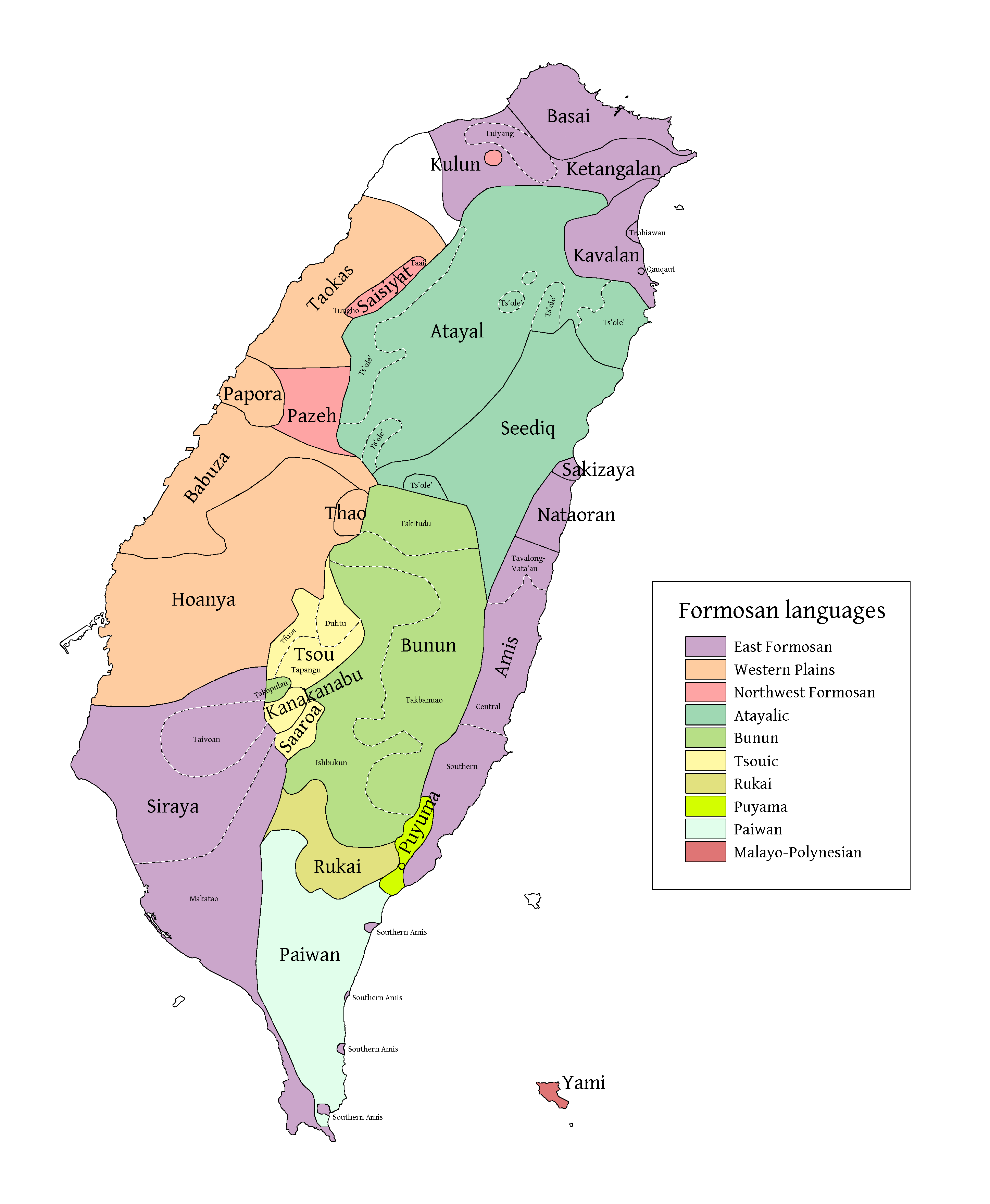
漢人遷台之前的台灣南島語言分布圖(按 Blust, 1999).東台灣"蘭嶼島(深紅色)表示為使用馬來-玻里尼西亞語族巴丹語群達悟語的區域.

寒溪語，又稱作宜蘭克里奧語，為台灣原住民泰雅族及賽德克族都達群(Sediq Toda; Tausa)在宜蘭縣的大同鄉寒溪部落、南澳鄉澳花部落及東岳部落等經集團移住造成泰雅、賽德克族混居之部落所使用的克里奧語，早期學者將其併歸於泰雅語群（Atayalic）之內。寒溪語為以泰雅語詞彙為基礎，再加入大量的日語詞語與文法，經語言石化過程混合而成的新語種，謂之宜蘭克里奥尔语（或稱日語客里謳）。 不同於其它類型地區的賽德克語及泰雅語、也與宜蘭周邊地區的泰雅語群之間較難溝通。

## 現況
寒溪語主要分布在宜蘭縣大同鄉寒溪村、南澳鄉澳花村、東岳村、金洋村等地區，有四個部落在使用。該地區的學生在學校以學習「賽考利克泰雅語」為主，形成家庭講的「母語」與學校教授所謂的「母語課程」大相逕庭之現象。
2006年曾爭取到將寒溪語列為原住民語言之一，被歸類為泰雅語的一個方言，可用於原住民語認證考試。然而，由於對克里奧語的不熟悉，部份使用純泰雅語的族人認為它不是一門獨立的語言，只是泰雅語和日語的混雜，在提出抗議後又在2011年被排除。

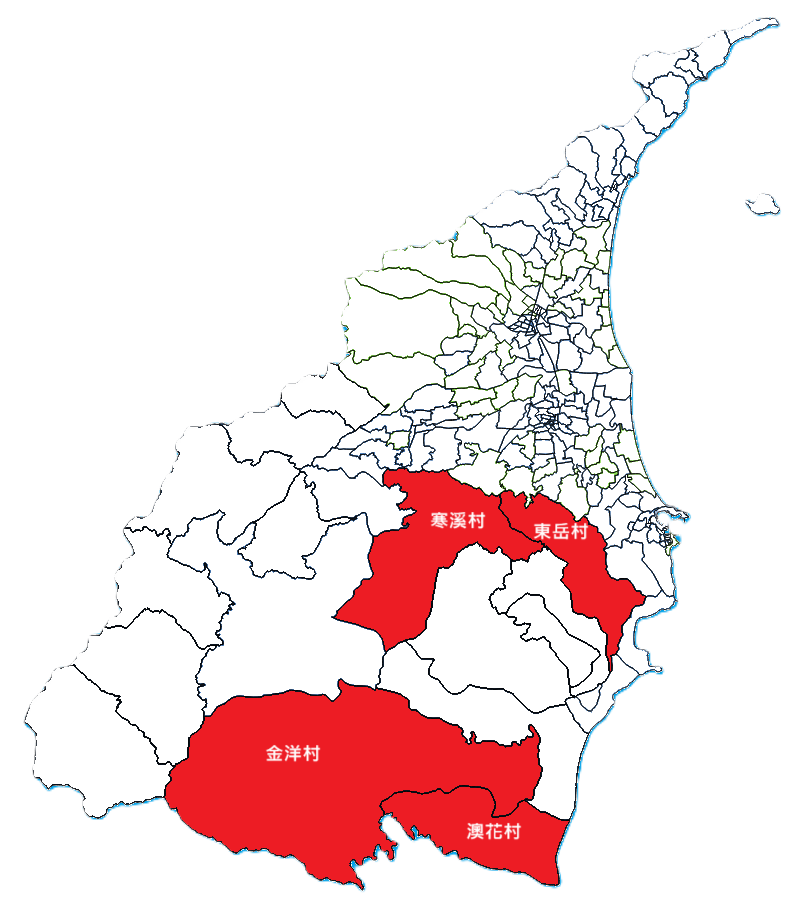
宜蘭克里奧爾語的分布地圖

## 音系
寒溪語音系大部份和澤敖利泰雅語相同，但少了清小舌塞音/q/、多了日語的濁齦塞音/d/用於源自日語的詞彙。有別於日語會區分子音和母音的長短，寒溪語通常把日語長音縮短。

### 子音
共有以下19個子音，下表中，當書寫方式與IPA符號不同時，寫法標注在角括號內。
|        | 唇音  | 齦音   | 硬腭音 | 軟腭音  | 聲門音 |
| ------ | ----- | ------ | ------ | ------- | ------ |
| 鼻音   | m     | n      |        | ŋ ⟨ng⟩  |        |
| 塞音   | p     | t d    |        | k       | ʔ ⟨’⟩  |
| 塞擦音 |       | t͡s ⟨c⟩ |        |         |        |
| 擦音   | β ⟨b⟩ | s z    |        | x ɣ ⟨g⟩ | h      |
| 近音   |       | r l    | j ⟨y⟩  | w       |        |

### 母音
共六個母音，其中/a/, /i/, /u/, /e/, /o/是泰雅語和日語共有，而/ə/則是源自泰雅語。母音/u/的實際音位是泰雅語的[u]，而不是日語的[ɯᵝ]。
|    | 前 | 央 | 後 |
| -- | -- | -- | -- |
| 閉 | i  |    | u  |
| 中 | e  | ə  | o  |
| 開 | a  |    |    |

### 重音
如同泰雅語，重音在最後一個音節。

## 文法
語序是使用日語的SOV，有別於泰雅語的VOS。年輕人受漢語影響，也有使用SVO語序。
動詞時態必須同時使用源自日語的後綴以及時間副詞，這不止用在源自日語的動詞，也用在源自泰雅語的動詞，而不使用泰雅語的動詞詞綴。

## 詞彙
來自日語的詞彙佔65%，包括表示時間、職業、新事物的名詞和大多數的形容詞。來自泰雅語的詞彙佔25%，包括大多數的動植物、以及表示顏色和感受的形容詞；另有約10%詞彙來自華語或閩南語，包括親屬關係詞彙。
寒溪語中不少源自日語的詞彙語義上發生了變化，例如宜蘭克里奧語的amerika（アメリカ）指「外國人」，不過日語僅指「美國人」；宜蘭克里奧語的hakama（袴）為「裙子」之意，但日語乃指男性和服的一種。也存在源自日語語詞和源自泰雅語語詞併存的現象，例如，單純數數時使用源自日語漢音ici（いち）、ni（に）、san（さん），而含量詞時則使用源自泰雅語的utox、saying、tugan，例如一個人、兩個人、三個人為utox ninggen、saying ninggen、tugan ninggen。

## 外部連結
- 台灣南島語言的奧秘(影片)（页面存档备份，存于）
- 公共電視_知識的饗宴-第十九集 台灣南島語言的奧秘（页面存档备份，存于）
- 10-ICAL/Papers/Tenth International Conference on Austronesian Linguistics 17-20 January 2006 Palawan, Philippines
- 臺灣原住民族網路學院
- 第三章－理蕃警察的任務 （页面存档备份，存于）
- 台湾における日本語クレオールについて （页面存档备份，存于）（學術論文）（日語）
- 族語認證明年排除寒溪泰雅語 （页面存档备份，存于）
- Ogawa's Vocabulary of Formosan Dialects/小川尚義「臺灣蕃語蒐録」
- Austronesian Comparative Dictionary（页面存档备份，存于）
- 原住民族族語線上詞典（页面存档备份，存于）
- 原住民族語言研究發展中心（页面存档备份，存于）
- Alilin 原住民族電子書城（页面存档备份，存于）
- 東台灣泰雅族的宜蘭克里奧爾(文／簡月真、真田信治（Shinji SANADA）)